# Lucille Roybal-Allard
Lucille Elsa Roybal-Allard (Boyle Heights, 12 de junio de 1941) es una política estadounidense del Partido Demócrata, que se desempeña como miembro de la Cámara de Representantes de los Estados Unidos. Entre 1993 y 2003 por el 33.º distrito congresional de California, de 2003 a 2013 por el 34.º distrito, y desde 2013 por el 40.º distrito, el cual incluye gran parte del sur de Los Ángeles. Fue la primera mujer mexicano-estadounidense elegida a la Cámara de Representantes.

## Biografía

### Primeros años y carrera temprana
Nació en Boyle Heights en el condado de Los Ángeles (California), hija de Edward R. Roybal, quien sirvió en el Congreso de 1963 a 1993, y Lucille Beserra Roybal. Asistió a la escuela secundaria Ramona Convent en Alhambra (California), donde se graduó en 1959. También asistió a la Universidad Estatal de California en Los Ángeles.
Fue funcionaria de relaciones públicas y ejecutiva de recaudación de fondos. También fue miembro de la Asamblea Estatal de California de 1987 a 1992.

### Cámara de Representantes
En 1992, ganó la nominación demócrata por el recién creado 33.º distrito congresional de California, que incluía una parte del área que su padre había representado durante 30 años. Ganó cómodamente en noviembre y ha sido reelegida 13 veces sin una oposición sustancial en este distrito de mayoría latina, fuertemente demócrata. Su distrito fue renumerado como el 34.º después del censo de 2000 y el 40.º después del censo de 2010.
Forma parte de los comités de Asignaciones y Normas de Conducta Oficial de la Cámara. También se ha desempeñado como presidenta de la delegación de congresales demócratas de California (1998-1999) y del Caucus Hispano del Congreso. Es miembro del Caucus Progresista del Congreso.